# Gallina alacantina
La gallina alacantina o gallina monovera és una raça de gallina autòctona del País Valencià. Aquesta gallina rep aquest nom per la localització en les comarques del sud del país, havent-se conservat més o menys pura a la localitat de Monòver. El seu estat és complex, ja que s'ha dut a terme i encara s'està duent a terme una cria selectiva per tornar a recuperar la raça i salvar-la de l'extinció.
És una raça no homologada o reconeguda com autòctona, com la gallina valenciana de cinc dits, i a diferència de la gallina valenciana de Xulilla que és l'única raça autòctona reconeguda.

## Descripció
El gall es caracteritza per tenir un cos estilitzat, elegant i no gaire ample. Pesa entre 2,8 i 3,3 kg, cap moderadament gros, ample i allargat, la cara llisa i vermella. La cresta, de color vermell viu, és senzilla i dreta amb les dents ben definides i llargues, amb un nombre que varia entre cinc i set, més aviat grossa, carnosa, amb el lòbul seguint la línia del clatell. Les orelles són lleugerament allargades, de mida mitjana, blanques, encara que es permeten tints vermells fins, com a màxim, un terç del total. Les barbetes són també una mica grosses amb penjolls i de color vermell. El ulls són grossos amb l'iris color mel. El bec és allargat, fort i ben arquejat, de color camussa i amb la mandíbula superior una mica més fosca que la inferior. El coll és llarg, dret i ben arquejat, amb abundant esclavina fins al dors. El tronc és de longitud mitjana, ample i inclinat cap enrere i el dors és llarg, ample i inclinat des de les espatlles fins a la cua amb abundants vores. El pit el té ample allargat i prominent i la cua és abundant, de mida mitjana, amb les plomes rectrius amb tendència a la verticalitat. El tarsos: són moderadament llargs, llisos i lliures de plomes, amb quatre dits i de color blanc o blanc/rosa.
La gallina pesa una mica menys que el gall, entre 2,4 i 2,8 Kg. Té la cresta ben dentada i caiguda cap a un lateral sense tapar-li l'ull. Les orelles ovalades, no massa grosses i la cua quadrada, ben poblada i ben plegada amb una inclinació d'uns 45° respecte al dors. L'esquena és horitzontal tenint menys inclinació del dors que el gall. Pon ous de color blanc-crema.

## Varietats

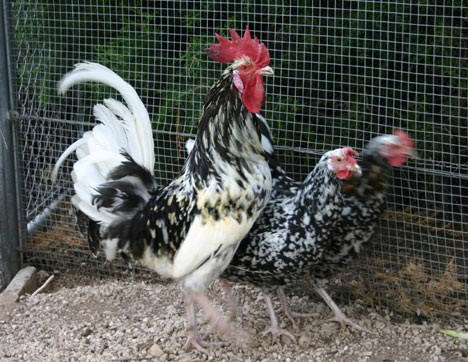
Gallina i pollastre pintats en negre

Es poden trobar diverses coloracions, com l'arminyada, blanc, exchequer, la pintada roja o la pintada negra.